# Woronky (Nischyn)

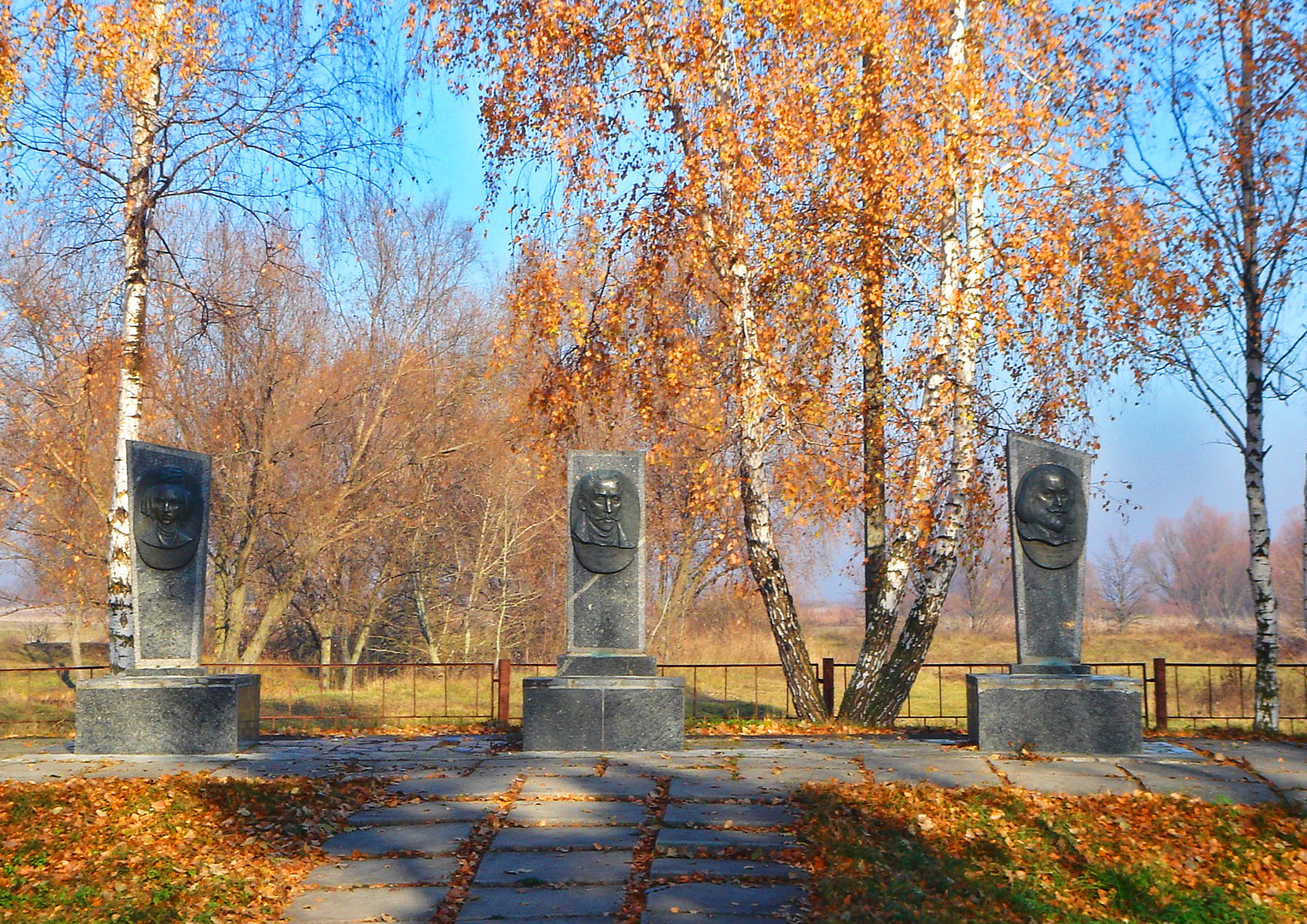
Gräber der Dekabristen

Die von den Bolschewiki zerstörte Kirche

Woronky (ukrainisch Вороньки; russisch Вороньки Woronki) ist ein Dorf im Süden der ukrainischen Oblast Tschernihiw mit etwa 900 Einwohnern (2006).
Die Ortschaft liegt an der Territorialstraße T–25–27 sowie am Ufer des Supij, einem 130 km langen Nebenfluss des Dnepr, etwa 20 km südöstlich vom ehemaligen Rajonzentrum Bobrowyzja und etwa 115 km südlich vom Oblastzentrum Tschernihiw.

## Geschichte
Das Dorf entstand zu Beginn des 16. Jahrhunderts, eine weitere Quelle nennt das Jahr 1642.
Im Ort liegen die Grabstätten des Dekabristen Sergei Grigorjewitsch Wolkonski und das seiner Ehefrau Marija Nikolajewna Wolkonskaja, die seit ihrer Rückkehr aus Sibirien 1859 hier lebten. Außerdem befindet sich hier das Grab des Dekabristen Alexander Wiktorowitsch Podschio, der sich, kurz vor seinem Tod 1873, ebenfalls hier niederließ. Über dem Grab der Tochter des Ehepaars Wolkonski, Jelena Wolkonskaja, und dem ihres Ehemanns, dem Besitzer des Dorfes, M. O. Kotschubejem (М. О. Кочубеєм), wurde eine, später von den Bolschewiki zerstörte Kirche errichtet.
Am 12. Juni 2020 wurde das Dorf ein Teil der Landgemeinde Nowa Bassan, bis dahin bildete es die gleichnamige Landratsgemeinde Woronky (Вороньківська сільська рада/Woronkiwska silska rada) im Osten des Rajons Bobrowyzja.
Am 17. Juli 2020 kam es im Zuge einer großen Rajonsreform zum Anschluss des Rajonsgebietes an den Rajon Nischyn.

## Demografische Entwicklung
Zählte das Dorf 1971 noch 2237 Bewohner, sank die Bevölkerung bis 1988 auf 1534 und bis 2001 auf 1110 Einwohner. 2006 lebten 910 Menschen in Woronky.